# Massamba Sow
Massamba Adam Sow (13 juni 2004) is een Frans voetballer met Senegalese roots die sinds 2024 uitkomt voor Sporting Charleroi.

## Carrière
Sow begon zijn jeugdopleiding bij US Ris-Orangis. Toen hij bij de U13 speelde, werd hij ook aangenomen op het INF Clairefontaine. Uiteindelijk belandde hij bij de jeugdopleiding van Stade de Reims, waar hij in het seizoen 2021/22 drie wedstrijden voor het B-elftal van de club in de Championnat National 2 speelde. Tussen 2022 en 2024 speelde hij voor het beloftenelftal van FC Lorient, eveneens in de Championnat National 2.
In juni 2024 ondertekende Sow een tweejarig contract bij de Belgische eersteklasser Sporting Charleroi. Sow speelde eerst een aantal wedstrijden voor het beloftenelftal van de club in Eerste nationale alvorens op 3 november 2024 zijn officiële debuut voor het eerste elftal van de club te maken in de competitiewedstrijd tegen Cercle Brugge (2-0-verlies).

## Clubstatistieken
| Seizoen         | Club               | Land               | Competitie             | Competitie | Competitie | Beker | Beker | Supercup | Supercup | Europees | Europees | Totaal | Totaal |
| Seizoen         | Club               | Land               | Competitie             | Wed.       | Dlp.       | Wed.  | Dlp.  | Wed.     | Dlp.     | Wed.     | Dlp.     | Wed.   | Dlp.   |
| --------------- | ------------------ | ------------------ | ---------------------- | ---------- | ---------- | ----- | ----- | -------- | -------- | -------- | -------- | ------ | ------ |
| 2021/22         | Stade de Reims B   | Vlag van Frankrijk | Championnat National 2 | 3          | 0          | —     | —     | —        | —        | —        | —        | 3      | 0      |
| 2022/23         | FC Lorient B       | Vlag van Frankrijk | Championnat National 2 | 15         | 0          | —     | —     | —        | —        | —        | —        | 15     | 0      |
| 2023/24         | FC Lorient B       | Vlag van Frankrijk | Championnat National 2 | 16         | 0          | —     | —     | —        | —        | —        | —        | 16     | 0      |
| 2024/25         | Zébra Élites       | Vlag van België    | Eerste nationale ACFF  | 7          | 2          | —     | —     | —        | —        | —        | —        | 7      | 2      |
| 2024/25         | Sporting Charleroi | Vlag van België    | Eerste klasse A        | 1          | 0          | 0     | 0     | —        | —        | —        | —        | 1      | 0      |
| Carrière totaal | Carrière totaal    | Carrière totaal    | Carrière totaal        | 42         | 2          | 0     | 0     | 0        | 0        | 0        | 0        | 42     | 2      |

Bijgewerkt op 6 november 2024.